# Thecla columbicola
Thecla columbicola är en fjärilsart som beskrevs av Embrik Strand 1929. Thecla columbicola ingår i släktet Thecla och familjen juvelvingar. Inga underarter finns listade i Catalogue of Life.